# Хансон, Понтус
Понтус Хансон (швед. Pontus Hanson; 24 мая 1884, Кристинехамн — 4 декабря 1962, Стокгольм) — шведский ватерполист и пловец, призёр летних Олимпийских игр.
Хансон трижды входил в состав Олимпийской сборной Швеции, которая стала серебряным призёром игр 1912 в Стокгольме и бронзовым 1908 в Лондоне и 1920 в Антверпене. Также, на своей первой Олимпиаде он получил бронзовую награду в плавании на 200 м брассом, а на следующей остановился на четвертьфинале этой дисциплины.